# Доходный дом Скаржинской
Дом Скаржинской (кафе «Робина́») — доходный дом Скаржинской, памятник истории и архитектуры, находится в Одессе на пересечении улиц Екатериненской, 12 и Ланжероновской, 24.

## История здания
С 1856 года в здании находился дом купца К. Папудова (лицевой флигель), построенный по проекту архитектора Черкунова Н. Н..
В 1906 году здание перестраивают под доходный дом для госпожи Скаржинской архитектор М. Г. Рейнгерц и инженер В. И. Зуев. Основной переделке подвергся внутридворовой (правый) флигель.
Следующий ремонт здания проведён в 2001 году под руководством архитектора Барзашвили Ю. Д. и инженера Плахотного Г. Н..
В разное время здание занимали различные организации, здесь размещалось знаменитое кафе Робина, слава которого не уступала кафе Фанкони, расположенного по диагонали. После здесь многократно сменяли друг друга вывески: «Булонский лес», «Грузинский Лувр», «Волна», во время румынской оккупации — «Романия», снова «Волна» и, наконец, «Украина».
Упоминается в стихотворении «Спекулянт» (1919) М. Волошина:

 Кишмя кишеть в кафе у Робина,
Шнырять в Ростове, шмыгать по Одессе,
Кипеть на всех путях, вползать сквозь все затворы...

Одно время в этом здании, со стороны Ланжероновской улицы, находился театр миниатюр, в рекламном листке которого значилось «…Оперетта, шарж, пародия, дивертисмент, синематографические картины. Представления беспрерывно от 6 часов вечера до 12-ти ночи. Программа меняется каждую неделю…».